# Августин Блажени
 Тази статия е за римския богослов.  За името вижте Августин (име).  
Аврелий Августин (на латински: Aurelius Augustinus), Августин Блажени или Августин от Хипон (13 ноември 354 – 28 август 430) е една от най-важните личности в развитието на западното християнство. В римокатолицизма той е светец и Отец на Църквата, както и патрон на Августинския монашески орден. Редица философи и теолози са повлияни от учението му, а неговите произведения (включително и „Изповеди“ – много често считано за първата западна автобиография) все още се изследват и четат. Произхожда от римски благороднически род. Повлиян от Цицерон и се насочва към скептицизма.
Според неговия съвременник Йером „Августин създава наново древната вяра“. В ранните си години той е силно повлиян от манихейството и след това от неоплатонизма на Плотин. След приемането на християнството и неговото кръщение в 387, Августин разработва своя подход към философията и теологията, различни методи и различни гледни точки. Вярвайки, че благодатта на Христос е необходима за човешката свобода, той помага да се формулира доктрината за първородния грях и прави първите стъпки за развитието на теорията на справедливата война.
Когато Западната Римска империя започва да се разпада, Августин разработва концепцията на Католическата църква като духовен Град на Бога (в книга със същото име), който се различава от материалния земен град. Неговите мисли са дълбоко повлияни от средновековния светоглед. Градът на Бога и Августин са тясно свързани с учението за Светата Троица, както е формулирано от Никейския и Константинополския събор.
В католическата църква и англиканската общност той е светец, доктор на Църквата, както и патрон на Августинския орден. Почита се на 28 август, денят на смъртта му. Той е покровител на пивовари, печатари, теолози и редица градове и епархии. Много протестанти, особено калвинистите, го смятат за един от духовните бащи на протестантската Реформация поради неговите учения за спасението и Божията благодат.
В източноправославната църква много от неговите учения не се приемат, например мнението му за първородния грях, доктрината за благодатта и предопределението. Въпреки това се смята за светец и се почита на 15 юни. Той е известен и като Блажени Августин или Свети Августин Блажени.

## Биография
Августин се ражда през 354 г. в Тагаст (днес в Алжир) – по това време в римска провинция Нумидия – където посещава начално училище. На 17-годишна възраст той заминава за Картаген, където учи реторика. Майката на Августин, Моника е отдадена християнка, а баща му Патриций е езичник, но приема християнството преди смъртта си. Първото му вникване в същността на греха се случва, когато той и няколко приятели откраднали плодове от една квартална градина. Августин, по произход вероятно бербер, според образованието и интелектуалното си формиране принадлежи изцяло на латинската култура, също като големите африканци в късноримската литература (Апулей, Тертулиан, Киприян). Заради неговата надареност баща му, дребен земевладелец от класата на curiales, с лични жертви го подкрепя за реторическа кариера, която по това време е предпочитан път към държавните служби.
От ранна младост философската страст, неспокойното и стремително търсене на истината са по-силни от реторико-политическата му амбиция. Това е едновременно щастие и мъчение на неговия живот, защото Августин, следвайки нравите на Късната античност, не е чужд на светските удоволствия, което влиза в противоречие с идеала за „философски живот“.
Той дълго се колебае между различните духовни течения на своето време. Приет като дете сред готвещите се за кръщение, но некръстен, след това като младеж той посвещава девет години на сектата на манихеите, разновидност на гностическото движение. По време на престоя му в Милано неоплатонизмът на Плотин и Порфирий го води до една по-чиста линия на мислене. Той го възприема всъщност от латинските преводи на Марий Викторин, африкански ретор, който по-късно се покръства, защото като човек, живял в късната Римска империя, е имал ограничени познания по гръцки. Наред с манихейското и неоплатоническото влияние в него не е съвсем изтрита и християнската вяра, внушена от майка му през детството. Тя се възпламенява отново, когато в Милано Августин се среща с импониращата му форма на тази вяра, представяна от епископ Амвросий. Такава е ситуацията, в която протича известният духовен поврат в градината на Милано през август 386 г., „Изповедите“ показват как Августин в горчиво себеизследване познава безполезността на досегашните си усилия да достигне до истината.
Оттам нататък Августин е един преобразен в огъня на познанието човек, който най-накрая след безкрайни усилия и обиколни пътища е намерил онова, което търси. Душата му става спокойна. Създадените през зимата на 386/387 г., още преди кръщението му, в самотата на Касиакум Soliloquia (Разговорът със себе си) обобщават вътрешната драма на духовния поврат в изречението: „Бог и душата искам да позная. Нищо повече? Не, нищо повече“ (Soliloquia I,2). В сравнение с вътрешната връзка между Бога и творението всичко останало – околна среда, семейство, професия, политика – става маловажно и несъществено.
В близо четиридесетте години след приемането му в църквата (387), Августин понася последиците – социални, морални, църковни и политически – от онова интелектуално познание: като се започне от кръщението, което той получава заедно със своя син и приятеля си, до ръкополагането му за свещеник и службата му като епископ; от живота на монах през първите години след духовния поврат до пасторските и църковно-политическите дейности на епископ и догматик в публичността по време на африканския църковен спор; от теоретико-философската тематика на първите съчинения и тяхната неоплатоническа духовност до големите произведения на теологическата догматика и позициите относно времето, които, както книгите на „За божия град“, обосновават едно ново схващане за църквата и политическия свят.

### Историческа обстановка
Четвърти век, когато е роден Августин, е бурно време за Римската империя. Император Константин привилегировал християнството и отблъснал влиянието на култовете на традиционните култове към Бог („Константиновият завой“). Синовете на Константин, които заедно го наследили през 337 г., са изправени срещу външните заплахи по границите от германците и новото Персийско-Сасанидско царство, както и да гарантират спокойствието вътре в държавата. По време на раждането на Августин царува Констанций II, единственият от синовете на Константин, който оцелява след боевете. Повече от баща си и братята си, Констанций иска да укрепи християнската религия. В същото време настъпили ожесточена богословски сблъсъци, а тъй като Констанций е привърженик на арианството, което е считано за ерес (особено в Запада), той не постигнал целта си да въведе обща вяра.
По време на младостта на Августин е краткото, но забележително царуване на Юлиан (361 – 363), който е последовател на древната вяра в Бога и безуспешно иска подновяване на езичеството. Следващите императори са християни, а Теодосий I най-накрая прави християнството официална религия (380) и забранява култовете към езическите богове със закон (391/92).

## Период на преподаване
През годините 373 и 374 Августин преподава граматика в Тагаст. На следващата година той се премества в Картаген за провеждане на училище на реторика и остава там в продължение на девет години. Смутен от непокорното поведение на учениците в Картаген, през 383 се мести в Рим, където той вярва, че практикуват най-добрите оратори. Въпреки това, Августин е разочарован от римските училища, където той е посрещнат с апатия. След като дойде време студентите му да си плащат таксите, те просто бягали. Манихейските приятели го запознават с префекта на град Рим, Симах, който бил помолен да намери професор по реторика за императорския двор в Милано. Августин получава работата и се отправя на север в края на 384 г. На възраст от тридесет години, той е спечелил най-видимата академична позиция в латинския свят, а тогава тези длъжности дават бърз достъп до политическа кариера. По време на този период Августин показа интерес към манихейството и въпреки че не се посвещава, става „одитор“, на най-ниското ниво в йерархията на сектата.
Докато е все още в Картаген, той започнал да се отдалечава от манихейството, отчасти заради разочароващото среща с манихейския епископ Фауст от Милве, основен изразител на манихейската теология. В Рим той напълно загърбва манихейството и вместо това разучава скептицизма. В Милано, майка му го притиска да стане християнин. Собствени проучвания на Августин от неоплатонизма също го водят в тази посока.

### Манихейски период
За огорчение на майка му Августин се присъединява към манихейството. Като младеж Августин живее хедонистично за известно време и завързва любовна връзка с жена, която остава негова любовница за около 15 години. Ражда му се син на име Адеодат. Образованието на Августин и ранната му кариера е в областта на философията и реториката – изкуството на убеждаването и публичното говорене. Той преподава в Тагаст и Картаген, но пожелава да пътува до Рим, където смята, че практикуват едни от най-добрите реторици. Но Августин е разочарован от римските училища и ги намира за апатични. Когато идва времето за заплащане на учебната такса, студентите просто си отиват.
Манихейските му приятели го запознават с префекта на Рим на име Симах, който има задачата да намери професор по реторика за императорския двор в Медиолан (Милано). Младият провинциалист печели мястото и заминава на север, за да го заеме през 384 г. На 30-годишна възраст Августин спечелва най-видната академична позиция в латинския свят. Епохата е такава, че подобни постове дават възможност за добра политическа кариера. На своя пост той усеща силно напрежението от живота. Един ден на път към императора с цел да произнесе важна реч Августин се оплаква, че пияният просяк, който той подминал по пътя, има по-малко изтощителен живот от него.

### Неоплатонистичен период
Майка му се опитала да го притисне да стане християнин, но епископът на Медиолан Амвросий оказал най-голямо въздействие върху Августин. Повлиян от проповедите на Амвросий, някои допълнителни проучвания и една разочароваща среща с един типичен представител на манихейската теология, Августин се отказал от манихейството. Самият той твърдял за известно време, че преживява личен духовен прогрес, но накрая завършил това духовно пътешествие, потънал в скептицизъм.
Майка му го придружила до Медиолан и той ѝ позволил да му уреди брак, вследствие на което той напуснал любовницата си (след като изчакал 2 години годеницата си да навърши зряла възраст, вероятно е бил с друга жена през това време).

### Християнски период (386 – 430 г.)
През лятото на 386 г., след като прочел за живота на свети Антоний Пустинника и бил много вдъхновен, Августин преживял дълбока вътрешна криза и решил да се обърне наистина към християнството. Той изоставил кариерата си по реторика, загърбил преподавателската дейност в Медиолан, отказал се от женитбата си и се отдал изцяло на служение на Бога и на свещеничеството, което включвало целибат (отказ от женитба). Ключов момент в неговото обръщение е гласът на едно дете, което викало „tolle lege“ („вземи и чети“.) В този момент Августин бил отворил случайно Библията на Римляни 13 глава, 13 стих. В своите „Изповеди“ той детайлно се спира върху своето духовно пътешествие. Изповедите стават класика на християнската теология и на световната литература. Амвросий кръстил Августин заедно със сина му Адеодет на Възкресение Христово през 387 г. и скоро след това Августин се върнал в Африка през 388 г. По пътя към родината, майка му починала и Августин останал сравнително сам без семейство.
След завръщането си в Африка, той създал монашеско общество в Тагаст, в което влизали той и група негови приятели. През 391 г. той бил ръкоположен за свещеник в Хипон (лат. Hippo Regius, сега Анаба в Алжир). Станал известен проповедник. Запазени са повече от 350 проповеди, които се считат за автентични. Той е забележителен с идейното си противопоставяне на манихейството, което преди това защитавал.
През 396 г. Августин става помощник-епископ на Хипон (с правото да стане епископ след смъртта на настоящия) и остава епископ до смъртта си през 430 г. Той напуска своя манастир, но продължава монашеския начин на живот в епископската резиденция. Той оставя едно правило (лат. Regula) за монашество, което му дава титлата „патронен светия на обикновеното духовенство“ – духовниците, които не са монаси, но живеят според монашески правила.
Августин умира през лятото на 430 г., по време на обсадата на Хипон от вандалите.

## Личност
От всички мислители и учители на Ранното средновековие, личността на Августин е най-добре позната поради наличието на огромно количество запазени негови трудове. Той бил конфликтна личност – със силни и завладяващи страсти. Ранните му сексуални отклонения от общоприетия морал, любовницата му и незаконнороденият му син, който той силно обичал, ни дават информация за контекста на личната битка, която той водел, за да си създаде лични принципи за състоятелен живот, праведност и благочестие. Манихейството подпомогнало тази вътрешна битка и довело до известна доза вътрешен мир. Със своята удобна стоическа доктрина, то му давало възможност да отхвърли чувството на вина, което той често преживявал.
Августин не би могъл да бъде наречен „умерен“ в съвременното значение на тази дума. Той преследвал яснота и директност в поучението си. Според съвременните методи за изследване, възгледите му не са непременно последователни, нито цялостни. Въпреки това, трудовете му показват една личност, която взима предвид важните въпроси на деня и смисъла на живота, и прави това с голяма духовна страст и интелект.

## Влияние като теолог и мислител
Августин остава централна фигура както в християнството, така и в западната мисъл. Съвременният историк Томас Кахил го смята за първия средновековен учен и последния класически учен. Както във философските си съчинения, така и в теологическите (богословските) си съчинения, той е силно повлиян от стоицизма, платонизма и неоплатонизма, най-вече от Плотин – авторът на Енеадите. Тази привързаност към неоплатоничната мисъл способствала за християнизацията на старогръцката мисъл и въвеждането на тази мисъл в християнството и в европейската интелектуална традиция. Неговите въздействащи трудове върху волята на човека (централна тема в етиката) по-късно стават обект на изследване от философи като Шопенхауер и Ницше. Като добавка, Августин е повлиян и от трудовете на Виргилий (познат с учението си за езика) и Цицерон (познат с учението си за аргумента.)
Формата, в която Августин приема християнското послание, е в съществените си части тази на неоплатоническата духовност. По-конкретно, Августиновото тълкуване на християнското съществуване се разкрива като задълбочаване и ново формулиране на античната идея за „философския живот“, съдържаща се преди всичко в платоническото мислене.
Ако подчинението на Бог е предпоставка за всяко послание, ако човешкият дух според Августиновото учение за илюминацията вижда, само доколкото е осветен от божествената светлина, то трябва това „познание – участие в битието“ (Й. Ритер) да намери своето отражение в живота – в онзи философски живот, част от който е приоритетът на познанието пред дейното битие и оттеглянето от обществото. Според платоническото учение човек намира съвършенство най-напред в отказ от света, в издигане до истинното, неизменното, божественото. Израз на този стремеж е bios theoretikos (Съзерцателен живот). В християнското мислене на Августин тази форма на съществуване наистина е освободена от нейния светски, индивидуалистичен характер, тя обаче остава определяща като образ на отвъдния живот и понеже този образ определя начина на живот в отсамното, „философският живот“ продължава да въздейства също и в християнската общност. Познаващото издигане до Бог сега вече не е дело на отделен мъдрец, то е вкарано в руслото на жизнените редове на църквата, но въздейства само индиректно и опосредено върху формата на света. Меродавна остава дистанцията от практическия живот, от светските, икономически и политически активности на човека. Тук законът за „познание на Бога и душата“ (Deum et animam scire) също запазва своята валидност. Под двойния натиск на платоническия онтоцентризъм (В. Дилтай) и религиозната връзка между Бога и Аза почти изчезва широкото поле на практиката.
Августин подчинява всички светски блага на най-висшето благо чрез едно понятийно разделяне между нещата, на които човек трябва да се наслаждава, и нещата, които трябва да ползва. Това е изказано най-ясно в съчинението „За християнското учение“: „Нещата, определени за наслаждение, ни правят блажени, тези, които са определени за ползване, насърчават нашия стремеж към щастие и ни предлагат сякаш средство да достигнем до онези неща, които ни правят блажени и да се придържаме към тях. Ние, които се наслаждаваме и ползваме, сме поставени между двете. Ако искаме да се наслаждаваме на предназначените за употреба неща, нашият ход ще бъде забавен и понякога така отклонен, че от любов към низкото ще бъдем възпрепятствани да спечелим нещата, предназначени за наслаждение, или ще стигнем до тях само колебливо“ (За християнското учение I, 3). Наслаждение и ползване, frui и uti, трябва да се разбират като приближаващи се до употребата им в библейския език. Това са форми на любов, израз на новозаветната заповед за любов в областта на социалността и културата. Те дават посоката и мярата, в които душата овладява обкръжаващите я неща. Така Августин може да каже: „Да се наслаждаваш означава да обичаш нещо заради самото него. Да ползваш обаче означава необходимите за живота неща да се обвързват с достигането до това, което човек обича, доколкото то изобщо заслужава любов“ (За християнското учение I,4).
Въпреки че приемането на християнството от Августин е било подготвено с неговия отказ от реториката и обръщането му към философията, то взривява рамките на античната култура, защото Августин продължава да тласка философията към бягство от света чак до християнското обезценяване на света. Но точно това обезценяване прави възможно въвеждането отново на античните блага в християнския космос на знанието и мисленето. Точно защото античната култура е доловила непрестанния протест на философията, тя е могла, докато нейната собствена мощ е била пречупена, да се побере почти непроменена в новите рамки на християнския светогед и на християнското образование. Сега тя се появява като предварителна степен на християнството, също както неоплатонизмът е бил за Августин учител, водещ към Христа. Античната култура преминава на страната на християните за ползване като светско благо, след като философията, сега вече станала окончателно християнска философия, е подчинила всяко земно знание.
Това важи и за реториката. „Не думите обвинявам..., а виното на заблудата, което ни предлагаха в тези думи пияните учители“, пише Августин в (Изповеди I,16). Така науката и образованието са обявени за неутрални блага, за чиято стойност решаваща е правилната употреба. Ако най-напред са изчистени от лъжата на демоните, те могат по всяко време да служат на благата вест. Ако науката и културата не съществуват заради самите себе си, то в християнското пространство отново може има наука и култура.
Оттук се разбира защо теологическото образование на средновековието охотно е усвоило всички остатъци от античната култура. Манастирите на ранното средновековие са опазили свидетелствата за античната култура и са предотвратили нейния залез, те са предали по-нататък образователната традиция, която още в късната античност е била сведена до схемата на septem artes (Седемте свободни изкуства). Ако обаче християнският монах заменя езическия оратор, то това е възможно само защото Августин открива, че и свещените писания са произведения на езика, и по тази причина на християните подобава да бъдат не само мъдри, но и красноречиви (За християнското учение IV,6).
Възгледът на Августин за първородния грях е развит в трудовете му срещу пелагианите. Въпреки това, източноправославните теолози (богослови) са в ключов спор с Августин по отношение на тази доктрина и поради това тя става една от точките на разделение между Изтока и Запада. На изток грехът е разглеждан като патологическо понятие, вследствие на който човешката природа бива увредена. Не грехът като такъв е наследствен, а по-скоро увредената вече от него природа, за това, за разлика от Августин, в източното богословие се говори за грехопадение.
Трудовете на Августин спомагат за формулирането на теорията за „правдивата война“. Той също подкрепя използването на сила срещу донатистите.
Тома Аквински възприема голяма част от теологията на свети Августин, въпреки че създава свой уникален синтез от гръцка и християнска мисъл след широкото преоткриване на трудовете на Аристотел. По този начин Тома Аквински доразвива религиозната идейна обосновка на християнската теология в периода на Средновековието и спомага съществено за установяването на схоластиката и догмата като основни философски характеристики на християнството (особено на средновековната му специфика).
Августиновата доктрина за божественото предопределение не бива напълно забравена от Римокатолическата църква и намира израз в трудовете на св. Бернар от Клерво.
Теолозите реформатори като Мартин Лутер и Жан Калвин преоткриват Августин и той става за тях източник на вдъхновение и разбиране на библейското Благовестие. Епископ Джон Фишер от Рочестър (главен опонент на Лутер) набляга на августинския възглед за благодатта и спасението, който да е в съответствие с римокатолическата доктрина. По-късно в римокатолическата мисъл, трудовете на Корнелий Янсен (за които се твърди, че са силно повлияни от Августин) стават основа на движението на янсенизма (чийто представител е Блез Паскал). Някои янсенити скъсали с Римо-католицизма и се отделили като отделно изповедание.
Августин е канонизиран за светец (в римокатолическата традиция) с всеобщо одобрение и е признат като един от Отците на Църквата през 1303 г. от Папа Бонифаций VIII. 28 август е неговият празник – денят, на който се смята, че е починал. Той е патронен светец на пивоварите, печатарските работници, теолозите и на множество градове и диоцези.
Последната част на „Изповедите“ съдържа обширно разсъждение върху времето. Католическите теолози най-общо приписват на Августин вярването, че Бог съществува извън времето във „вечното настояще“ и че времето съществува само в сътворената Вселена, защото само тук то бива изявено чрез движението и промяната.
Според Лео Ръкбай аргументите на Августин срещу магията и различаването на магията от чудесата на Бога са жизненоважни за борбата на ранната църква срещу езичеството. Те стават основата за по-късното отричане на вещерството и магьосничеството.
Според професор Дийпак Лал видението на Августин за небесния град е повлияло силно върху светските идеи на Просвещението, марксизма, фройдизма и екофундаметализма.
Някои учени смятат, че влиянието на манихейството е продължено в западното богословие от Августин, преминал към християнството от манихейството, чиито произведения продължават да бъдат важни за католическата и протестантската теология. Основателят на протестантството Мартин Лутер е монах от Августинския орден. Протестантското учение за спасение само с вяра издава манихейско влияние.

## Философия
Философията на Августин има голям принос през средновековието. Следните теми трябва да бъдат споменати:

### Концепцията за истината
Августин повлиян първо от скептицизма, през целия си живот е ангажиран с проблема за истината. Решение, той очаква cogito ergo sum Рене Декарт, като той намира несъмнената истина за съществуването на мисленето: „съмнява ли се някой, че иска да живее, че иска да мисли, знае и съди? Като никое друго съмнение какво иска, относно тези съмнения, дори той не може да се съмнява“
-De war-X, 10
Той го покри накратко заедно с si enim fallor, накратко: „защото (дори) ако греша, аз съм (още).“
Истината винаги е необходима и вечна за него. Като пример идеалните истини на математика му служат, защото нищо не може да промени тези свойства. Заради източниците може и да има истина, Августин го търси в човешкото съзнание: „Разберете! Връщане към себе си! Истината живее вътре в хората. [...] Умът не прави истината, но я намира.“
-De vera religione 39, 72f.
Вечните идеи в духа на Бог са причина за всички истини при Свети Августин. Сам Бог е истината. Както и при Платон, архетипите са онтологично-високия статус, са също и при Свети Августин. Истината за хората вече се предлага в медииранато просветление на ума чрез Бог. Божествения дух (mundus intelligibilis) тези идеи и правила, са излъчени директно в човешкия ум; истината се оказва в самите хора. Точното тълкуване на тази теория остава спорно, но изглежда да представлява умерено епистемологична.

### Мнение за времето
„Тогава какво е време? Ако никой не ме пита, зная; ако ли искам да го обясня на някой питащ, не зная;“
-Неограничено изповеди. 11; като следните цитати
Августин казва: наличието на миналото, настоящето на настоящето и настоящето на бъдещето. Минало настояще и бъдеще, като такива не съществуват според Августин: „Как можеш да кажеш, че миналото и бъдещото време са там, миналото е свършило, а бъдещето все още не е дошло?“ Настоящето да, но ако то винаги присъства и миналото го няма, то тогава няма да има време, а ще бъде вечност.". По-скоро миналото е очакване в присъствието, то напомня за настоящето и бъдещето, докато настоящето, е издигаща се частност от бъдещето в миналото на нашия дух. Ние измерва времето, въз основа на: „Впечатления, които произвеждат временни неща (в нашият дух) и остават, ако те са преминали, настоящето, няма да е това през което сме преминали и каквото сме натрупали като житейски опит.“
Августинското разбиране за време съдържа задължително много, поради преживения субективен елемент на времето, защото можем да измерим изминалото време като впечатление само в нашия дух, в нас и винаги ще достигаме до субективни твърдения, така например това време е повече ние от друг. Не можем да измерим бъдещи неща, защото не можем да кажем нищо за тях, докато не ни се случат, и ние сме придобили това впечатление, че можем да решим за себе си дали това впечатление е по-дълго или по-кратко. Обаче за Августин не е чиста истина, защото за него времето е неразривно свързано с нещата: „Нищо няма да бъде временно, ще има изминалото време; нищо за нас нямаше да бъде там, ако нямаше бъдеще; абсолютно нищо, дори настояще нямаше да има.“
Също така за Августин, времето е истинско, защото Бог го е създал. Kонцепцията на Августин за времето е присъща, но не чисто субективна. Въпреки това, разбирането му е в рязък контраст с Платоновото обективно време, в което време е движението на небесните тела, така например завършването на един ден е движение от изгрев до залез слънце. Августин твърди обаче, че: „Ако едно тяло се премества, (ние измерваме времето), колко време се движи от началото до края на неговото движение,... като тяло се мести само във времето и това не представлява себе си. И дори ако тялото не се движи, все пак може да се измери и да се каже нещо за времетраенето на неговата неподвижност, е точно защо движението не е равно на времето.“

### Астрология
Съвременниците на Августин вярвали, че астрологията е точна и автентична наука. Практикуващите ги считали за истински учени и ги нарекли астролози. Астрологията играе важна роля в манихейската доктрина, и самият Августин е привлечен от книгите им в младежките си години, и е особено очарован от тези, които твърдят, че могат да предсказват бъдещето. По-късно, като епископ, той я е използвал, за да предупреди, че трябва да се избягват астролози, които съчетават науката и хороскопите. (Терминът на Августин mathematici, което означава „астролози“, понякога се превежда погрешно като „математиците“.) Според Августин, те не са били истински ученици на Хипарх или Ератостен, а „обикновени мошеници“.

### Изявления за евреите
Срещу някои християнски движения, някои от които отхвърлят употребата на иврит Писанията, Августин контрира, че Бог е избрал евреите като народ, и той се счита за разсейване на еврейския народ от Римската империя, за да бъде изпълнено пророчеството. Августин, който вярваал в еврейския народ би приел християнството в „края на времето“, и твърди, че Бог е позволил да оцелее тяхната дисперсия като предупреждение за християните; като такъв, той твърди, че следва да бъде разрешено да се живее в християнските земи.

### Възгледи за сексуалността
За Августин, злото на сексуална неморалност не е в сексуалния акт сам по себе си, а по-скоро в емоциите, които обикновено го придружават. В На Christian Doctrine Августин контрастира любов, която е наслада за сметка на Бога, и похот, която не е за сметка на Бога. За Августин, правилната любов упражнява отказ от егоистично удоволствие и подчиняването на вещественото желание към Бога. Той пише, че благочестиви девици, изнасилени по време на разграбването на Рим, са били невинни, защото не са имали намерение да грешат.
Оглед на сексуалните чувства като греховни Августин влияят върху вижданията му за жените. Например той счита ерекцията на мъжа за грешна, макар и неволна, защото тя не става под съзнателния му контрол. Неговото решение е да постави контрол върху жените и да се ограничи способността им да влияят на мъжете.
Той вярвал, че змията се приближила към Ева, защото тя е по-малко рационална, докато изборът на Адам да яде се разглежда като акт на доброта, така че Ева няма да бъде оставена на мира. Августин вярвал, грехът навлиза в света, защото човекът (духът) не упражнява контрол върху жената (плътта). 

## Произведения
Аврелий Августин е автор на огромен брой съчинения – над 11 (заедно с изгубените) в повече от 240 книги. Най-известните от тях са:
- Изповеди – в тринадесет книги (397 – 400)
- За Божия град – в двадесет и две книги (403 – 426)
- За Троицата – в петнадесет книги (400 – 415)
- Тълкувания на Псалмите* За реда – в две книги (386)
- За свободното решение – в три книги (388 – 395)
- За музиката – в шест книги (389 – 391)
- Разговори със себе си – в две книги (387)
- Равносметка – в две книги (426 – 427)

Философски съчинения
- De civitate dei (От теокрация)
- De war (ГЕР. На Светата Троица)
- De beata vita – за връзката между щастието и Бога среща
- De magistro (dt. На учителя) – за значението на езика
- De vera religione (dt. За истинската религия) – смисъла на християнската религия
- Soliloquia (буквално говори за себе си) – да рационално самоопознаване
- De immortalitate animae (dt. Безсмъртието на душата)
- Doctrina de Milagros (dt. Кристиан образование)
- De libero arbitrio (dt. Свободната воля) – обяснява на свободата на волята

Други
- Изповедите – автобиографична писане с теологични и философски размисли
- Редакции – съдържа допълнителни корекции и коментари по писанията му по-рано

## Преводи на български език
- „За природата на доброто. За благодатта и свободата на волята“, ЕТ София Ангелова, Враца, 1992 г., прев. Цочо Бояджиев
- „Изповеди". Изд. „Народна култура“, 1993, прев. Анна Николова
- „За обучението на оглашаваните“, изд. Монархическо-Консервативен съюз, 1998.
- „Малки трактати“, изд. ЛИК, София, 2001 (съдържа трактатите: „За щастливия живот“, „За безсмъртието на душата“, „За истинната религия“, „За природата на доброто“, „За благодатта и свободата на волята“)
- „За Учителя“, ИК Софи-Р, София, 2001, прев. Петър Рогалски. ISBN 954-9615-38-3
- „За Божия град“, изд. Захари Стоянов, том първи, София, 2005, прев. Доротея Валентинова. ISBN 978-954-09-0114-5
- „За Божия град“, изд. Захари Стоянов, том втори, София, 2008, прев. Доротея Валентинова. ISBN 978-954-09-0114-5
- „Изповеди“, изд. Изток-Запад, София, 2006, прев. Анна Николова. ISBN 954-321-254-6 (същия превод като от 1993)
- „За порицанието и благодатта“, изд. Католическа Апостолическа екзархия, София, 2007, прев. Анна Цветкова-Глазер. ISBN 978-954-91457-7-9
- „Избрани произведения“ (Разговори със себе си. Тълкувания на псалми. Проповеди), Университетско издателство Св. Климент Охридски, София, 2008, прев. Анна Б. Николова, Силвия Бакърджиева-Николова, Ива Янкулова. ISBN 978-954-0727
- „Избрани писма до жени“, изд. Изток-Запад, София, 2012, прев. Силвия Николаева, Станимир Йотов. ISBN 978-954-321-871-4

## За него
- Писарев, Л. Учение бл. Августина, епископа Ипонского, о человеке в его отношениях к Богу. Казань, 1894.
- Попов, И. В. Личность и учение блаженного Августина. СПб., 1916 (репринт – Същият. Труды по патрологии. В 2 томах. Т. 2. М., Сергиев Посад, 2005).
- Герье, В. Блаженный Августин. М., 1910 (Зодчие и подвижники Божьяго царства, 1).
- Бычков, В. Эстетика Аврелия Августина. М., 1984.
- Каприев, Георги. Аврелий Августин. С., 1990; 2 изд. 1994.
- Бояджиев, Цочо. Августин и Декарт. С., 1992.
- Стоянов, Маньо. Пътят на Блажени Августин към Бога. Варна, РХр, 1995.
- Марру, А.-И. Святой Августин и августинианство. СПб., 1999.
- Радев, Р., Е. Панова. Велики философи. С., Просвета, 1999, 93 – 100.
- Богданов, Богдан. Отделно и заедно. С., 2005.
- Степанцов, С. Добрый корень. Любовь в образном языке проповедей блаженного Августина (по „Рассуждениям на Послание Иоанна к Парфянам“). М., Изд. ИВИ РАН, 2006.
- Салий, Яцек. Беседи със свети Августин. С., Изток-Запад, 2007.
- Майер, Х., Денцер, Х. Класици на политическото мислене – Том 1